# Chevron (automerk)

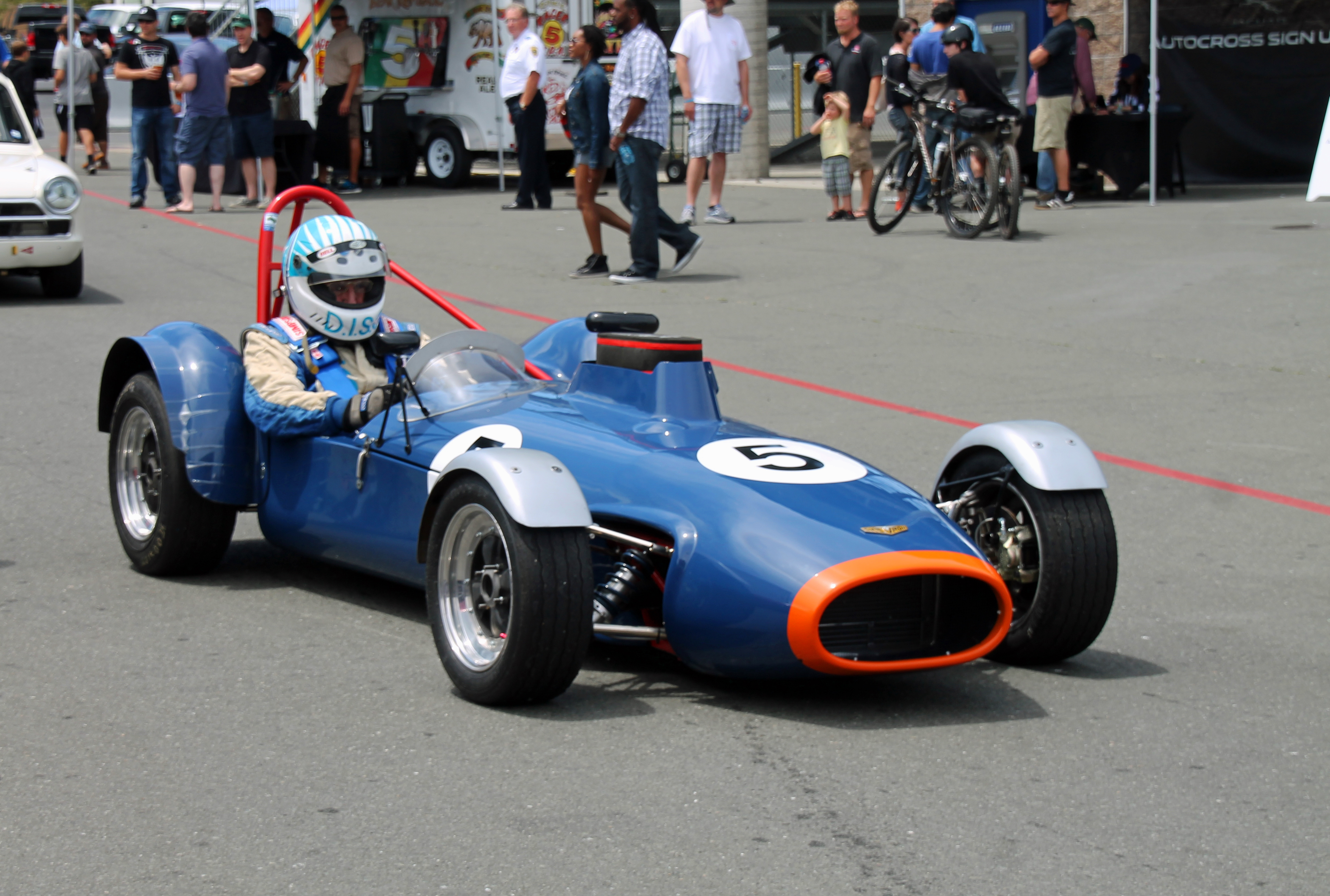
de Chevron B2

Chevron is een automerk dat gespecialiseerd is in raceauto's. Het logo van het merk is een V-vormig teken in de vorm van een chevron.
Het is opgericht in 1965 door Derek Bennet, hij was de baas tot zijn dood in 1978. Vanaf 1982 waren Roger Andreason en Tim Colman de baas. En vanaf 2006 is Chris Smith de baas, hij was de oprichter van Westfield Sportscars. Heeft auto's gebouwd voor onder andere de Formule 2, Formule 3000. Chevron bouwt nog steeds auto's voor de Amerikaanse Formule Ford.

## De auto's
De volgende auto's zijn door Chevron gebouwd. Deze lijst is niet compleet
| Model         | Categorie                  | Jaar         | Notes                                                                 |
| ------------- | -------------------------- | ------------ | --------------------------------------------------------------------- |
| B1            | Clubmans Formula           | 1965         |                                                                       |
| B2            | Clubmans Formula           | 1966         |                                                                       |
| B3-Ford       | GT                         | 1966         | B3-B6, B8 en de B12 zijn bijna hetzelfde.                             |
| B4-BMW        | GT                         | 1966         |                                                                       |
| B5-BRM        | GT                         | 1967         |                                                                       |
| B6-Ford/BMW   | GT                         | 1967         |                                                                       |
| B7            | Formula 3                  | 1967         |                                                                       |
| B8            | GT/Group 4                 | 1968         |                                                                       |
| B9/B9B        | Formula 3                  | 1968         |                                                                       |
| B10           | Formula 2                  | 1968         |                                                                       |
| B12-Repco     | GT                         | 1968         | verlengde B8 voor John Woolfs Le Mans auto.                           |
| B14           | Formula B                  | 1968         |                                                                       |
| B15/B15B/B15C | Formula 3/FB               | 1969         |                                                                       |
| B16 Coupe     | G5/G6                      | 1969         |                                                                       |
| B16 Spyder    | G6                         | 1969         | Prototype voor B19                                                    |
| B17/B/C       | F2/F3/FB                   | 1970         |                                                                       |
| B18           | F2/Atlantic/B              | 1970         |                                                                       |
| B19           | G6                         | 1971         | Begin van de B19/B21/B23/B26/B31 open sportauto reeks.                |
| B20           | F2/Atlantic                | 1971         |                                                                       |
| B21           | G6                         | 1972         |                                                                       |
| B23           | G6                         | 1973         |                                                                       |
| B24           | F5000                      | 1972         |                                                                       |
| B25           | F2/Atlantic                | 1973         |                                                                       |
| B26           | G6                         | 1973         |                                                                       |
| B27           | F2/Atlantic                | 1974         |                                                                       |
| B28           | F5000                      | 1974         |                                                                       |
| B29           | F2/Atlantic                | 1975         |                                                                       |
| B30           | F5000                      | 1975         | 3.5l Cosworth V6, geen 5.0l Ford V8. F5000 kampioen met David Purley. |
| B31           | G6                         | 1975         |                                                                       |
| B32           | Special                    | 1975         | Hill-climb special.                                                   |
| B34           | F3/Atlantic                | 1976         |                                                                       |
| B35           | F2/Atlantic                | 1976         |                                                                       |
| B36           | G6                         | 1976         |                                                                       |
| B37           | F5000                      | 1976         |                                                                       |
| B38           | F3                         | 1977         |                                                                       |
| B39           | Atlantic                   | 1977         |                                                                       |
| B40           | F2                         | 1977         |                                                                       |
| B41           | F1                         | 1978         |                                                                       |
| B42           | F2                         | 1978         |                                                                       |
| B43           | F3                         | 1978         |                                                                       |
| B45           | Atlantic                   | 1978         |                                                                       |
| B46           | FSV                        | 1978         |                                                                       |
| B47           | F3                         | 1979         |                                                                       |
| B48           | F2                         | 1979         | Ontworpen door Tony Southgate                                         |
| B49           | Atlantic                   | 1979         |                                                                       |
| B50           | FSV                        | 1979         |                                                                       |
| B51           | Can-Am                     | 1980         |                                                                       |
| B52           | Sports 2000                | 1980         |                                                                       |
| B53           | F3 (gepland, niet gebouwd) | 1980         |                                                                       |
| B53           | Atlantic                   | 1981         |                                                                       |
| B54           | S2000                      | 1981 or 1982 |                                                                       |
| B56           | Atlantic                   | 1982         |                                                                       |
| B60           | Thundersports              | 1982         |                                                                       |
| B61           | Thundersports              | 1983         |                                                                       |
| B62           | Group C2                   | 1985         | 1 gemaakt                                                             |
| B63           | S2000                      | 1985         | Sports 2000                                                           |
| B65           | Group C2                   | 1986         | gebouwd door Race Cars UK voor Chevron Race Cars USA. 1 gebouwd.      |